# Hitoshi Ashinano
Hitoshi Ashinano (芦奈野 ひとし?, Ashinano Hitoshi; Yokosuka, 25 aprile 1963) è un fumettista giapponese creatore del manga Yokohama Kaidashi Kikou (ヨコハマ買い出し紀行), un'opera pubblicata tra il 1994 e il 2006 da Kōdansha sul contenitore mensile Afternoon. Ha anche scritto e disegnato PositioN, pubblicato sull'edizione speciale quadrimestrale di Afternoon, ormai interrotta, e Kabu no Isaki, che si è concluso nel 2013.
Prima del debutto come autore Ashinano ha lavorato come assistente del mangaka Kōsuke Fujishima. È inoltre un creatore di dōjinshi, con lo pseudonimo suke.
Nei suoi lavori prevalgono atmosfere piuttosto pessimiste e nostalgiche con un sottofondo di mistero, e sono frequenti le sezioni con dialogo ridotto o del tutto assente. Parecchi dei personaggi femminili che compaiono nelle sue opere sono caratteristici per il proprio carattere energico e indipendente.

## Opere
- Kotonoba Doraibu (コトノバドライブ?) (2014–2017)
- Kabu no Isaki (カブのイサキ?) - letteralmente Isaki del Cub (2007–2013, Afternoon)
- Kumabachi no koto (febbraio 2007, Afternoon)
- Misaki (luglio 2006, Afternoon)
- PositioN (1999–2001, Afternoon Season Zōkan e Bessatsu Morning)
- Turbo Type S (2006, tributo manga per E no Moto)
- Yokohama Kaidashi Kikō (ヨコハマ買い出し紀行?) (1994–2006,  Afternoon)